# 23P/Brorsen-Metcalf
23P/Brorsen-Metcalf, komet Halleyjeve vrste, objekt blizu Zemlji.